# Novissima et Accuratissima Totius Americæ Descriptio
El Novissima et Accuratissima Totius Americæ Descriptio (del latín, Novísima y Exactísima Descripción de Toda América) es un conjunto de mapas semejantes elaborados entre Benelux e Inglaterra (así como una serie), realizados entre 1655 y 1700 por los cartógrafos Nicolaes Visscher, Johanem Ogiluium, Justus Danckerts, Ioannem De Ram, Frederik de Wit, y Jacobum Meursium.

## Historia y contexto
El primer mapa realizado de todos, por el que comenzó el conjunto, fue el del cartógrafo Nicolaes Visscher, dedicado al burgomaestre, ruwaard y bailío —por aquel entonces—Cornelio de Witt, aunque también se cree que fue para el alcalde de Ámsterdam Nicolaes Witsen, que impulsó varios viajes comerciales por las Indias basándose en el mapa de América de Joan Blaeu de 1648, y este, a la vez, de su padre: Willem Blaeu, alrededor de 1625. Se presume que se realizó en torno a 1658. Debido a su exactitud, este mapa fue masivamente copiado por varios cartógrafos cercanos; duró unos 50 años.
Así pues, el primero que copió el mapa de Visscher fue John Ogilby, más bien conocido en latín como Johanem Ogiluium, tomando también inspiración del atlas neerlandés De Nieuwe en onbekende weereld: of beschryving van American en 't zuid-land, del cartógrafo Arnoldus Montanus, dedicado al 2.º Conde de Shaftesbury, Anthony Ashley Cooper, en torno a 1670, mucho antes de la toma del trono de Guillermo III. Después de éste, tras el golpe orangista de 1672, y las continuas enemistades de los países del Canal de la Mancha, todos los demás cartógrafos posteriores copiarían el mapa sin dedicatoria alguna ni referencia a un poder superior. El último mapa conocido, el de Jacobum Meursium, se realizó alrededor de 1700, con un diseño de leyendas totalmente cambiado, sin dedicatorias, seguramente por su datación, antes de la muerte del antedicho estatuder Guillermo.

## Contenido
Todos estos mapas, a pesar de haber tenido un seguimiento sistemático minucioso, esto es, de que sean iguales y basados en un mapa originario, poseen también distintivas peculiaridades cada uno, que son variadas.

#### Influencias heredadas

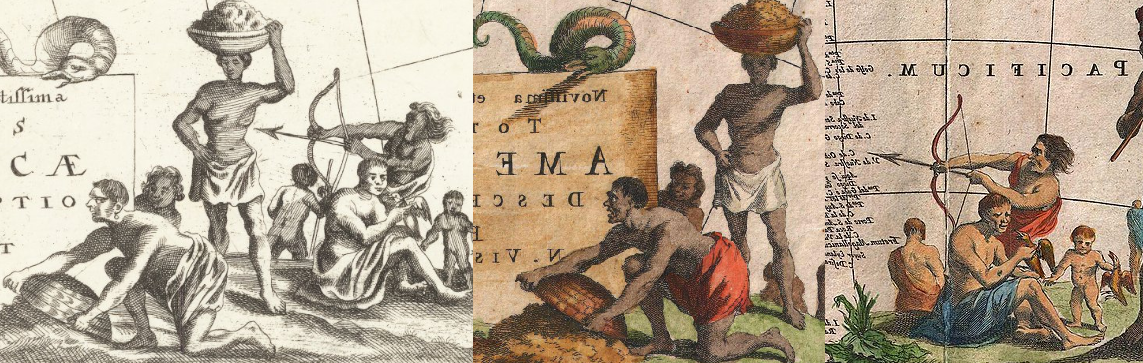
Comparaciones de las ilustraciones de las leyendas realizadas por J. J. Vogel (izquierda, en monocromo), en el mapa de De Wit, y Visscher (derecha, en color).

## Galería

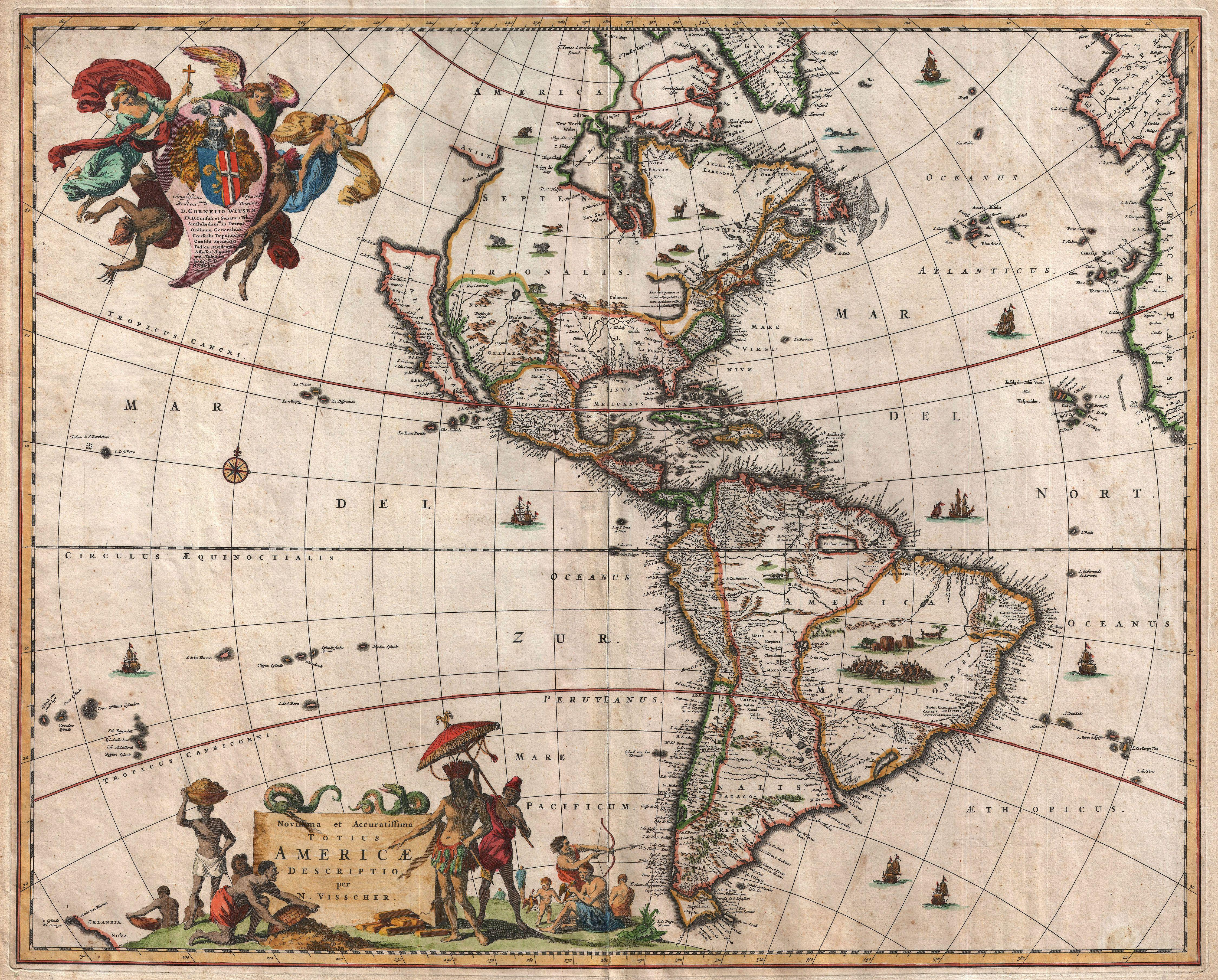
Nicolaes Visscher, c.1655
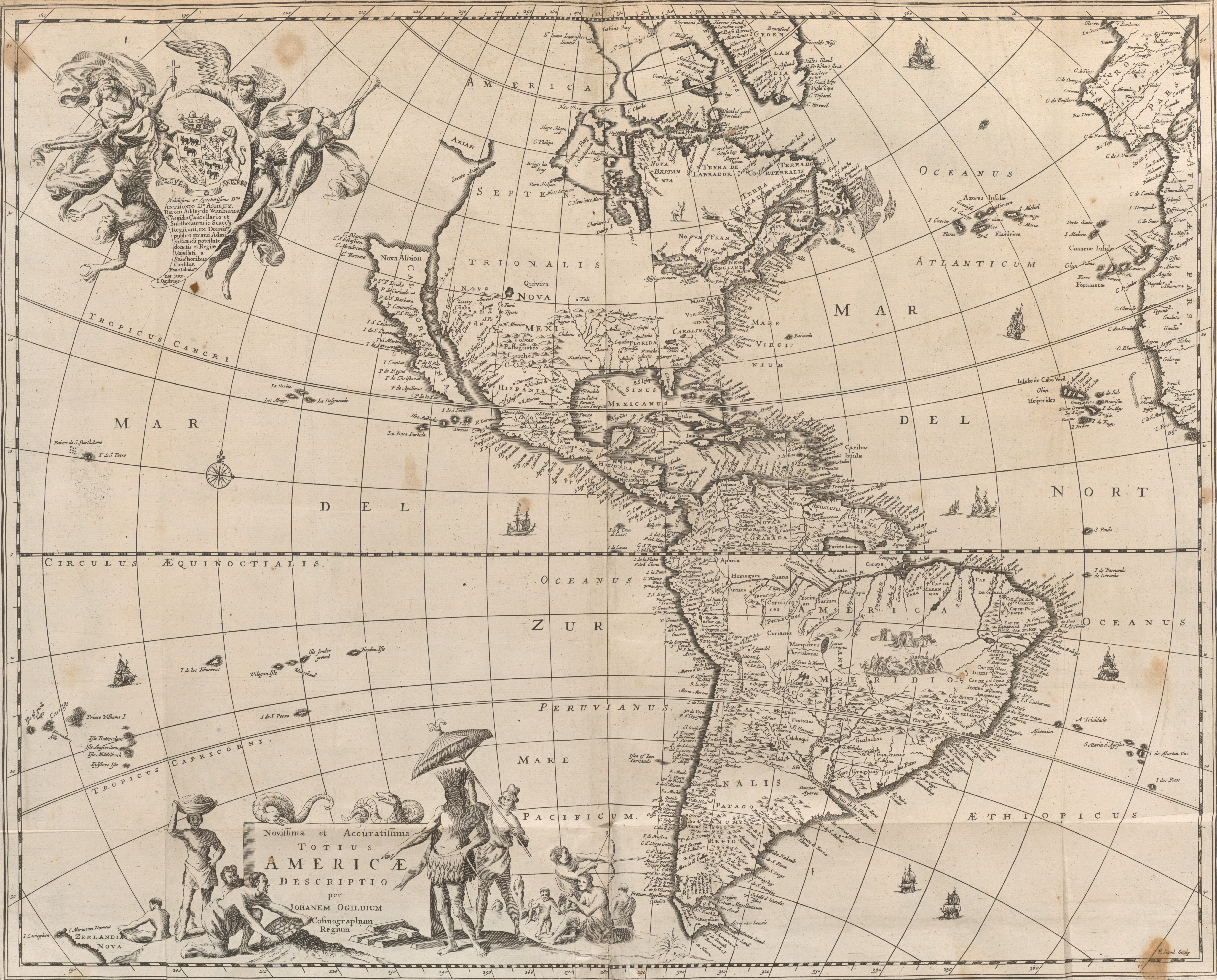
Johanem Ogiluium, c.1670
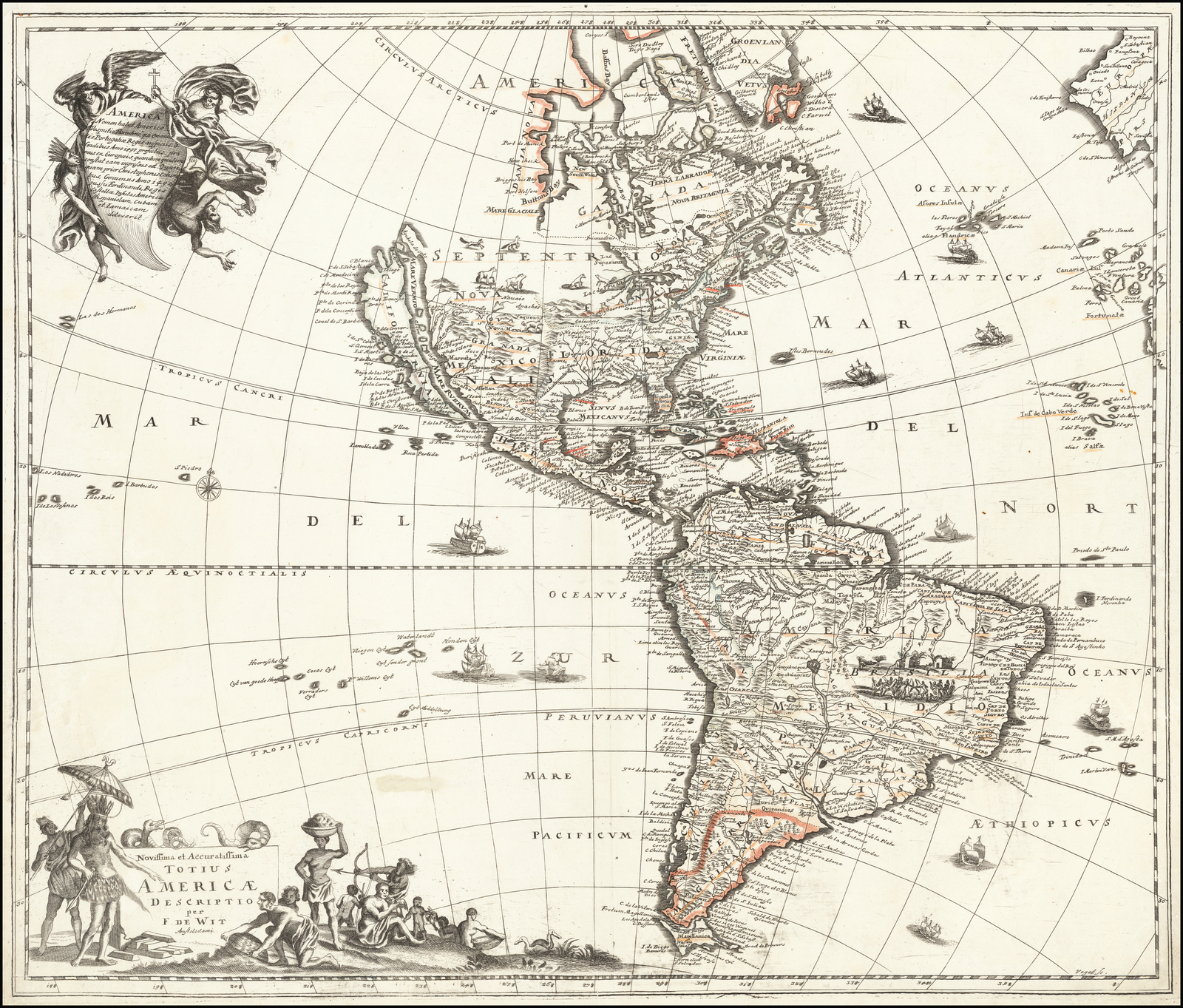
Frederik de Wit, c.1675
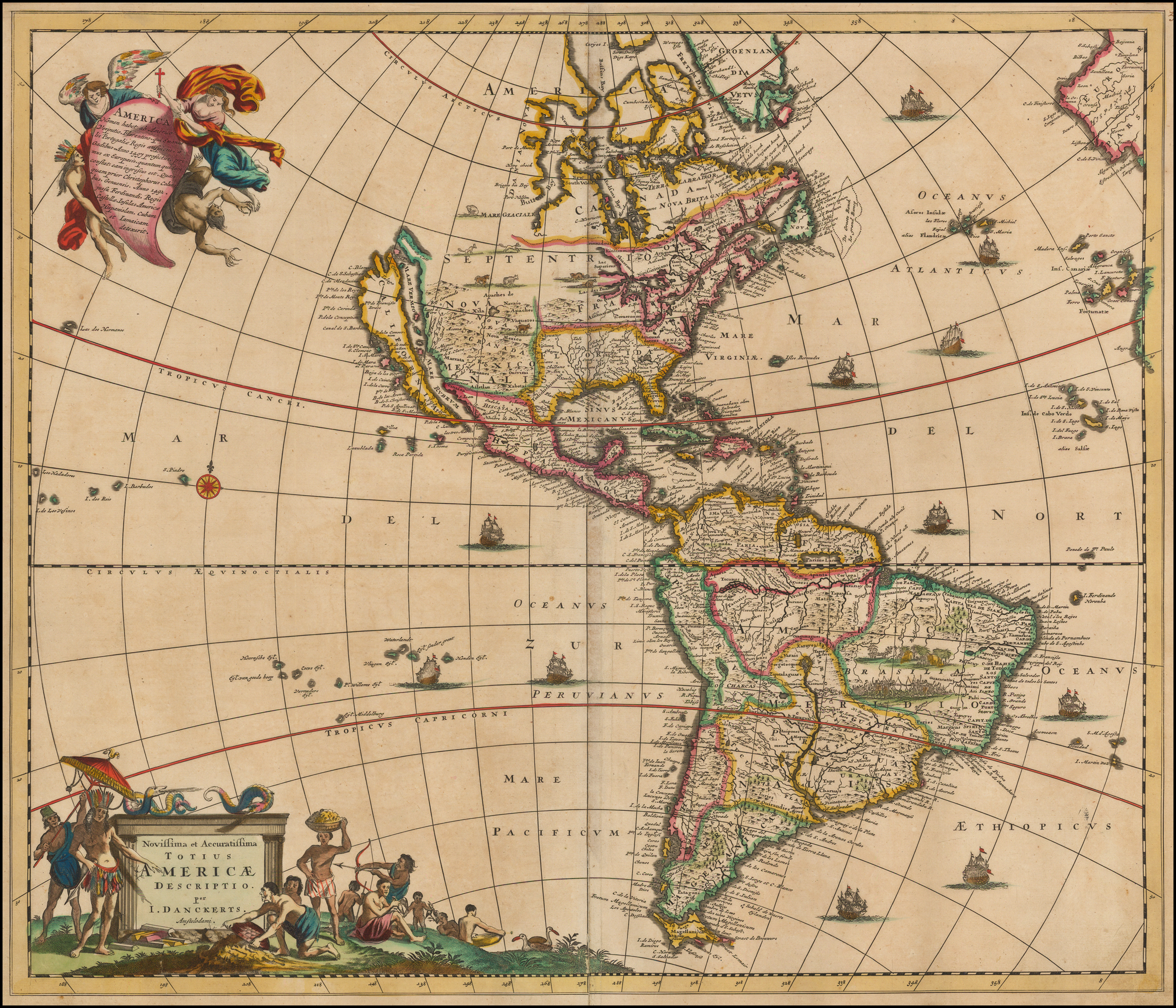
Justus Danckerts, c.1680
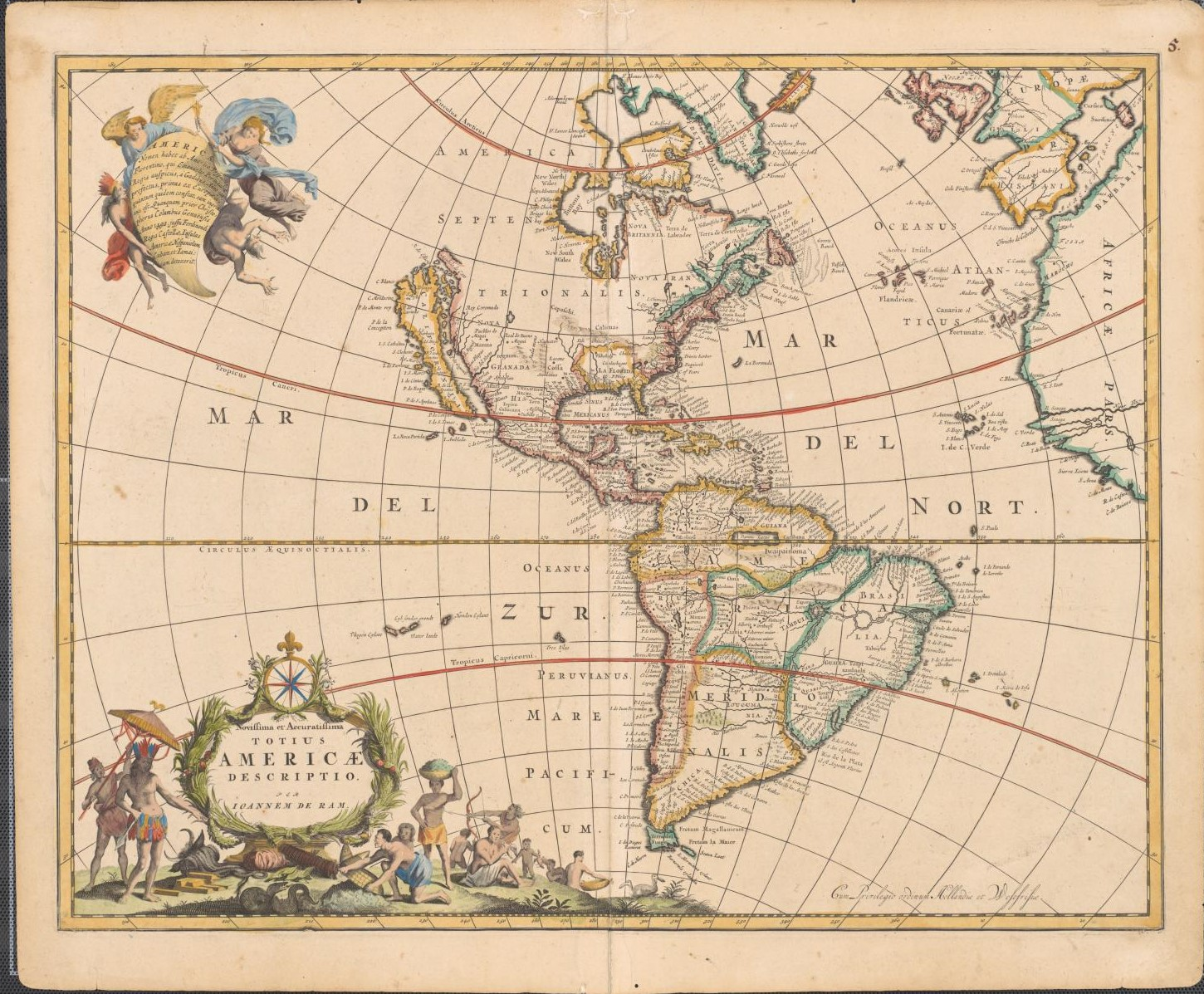
Ioannem De Ram, c.1680
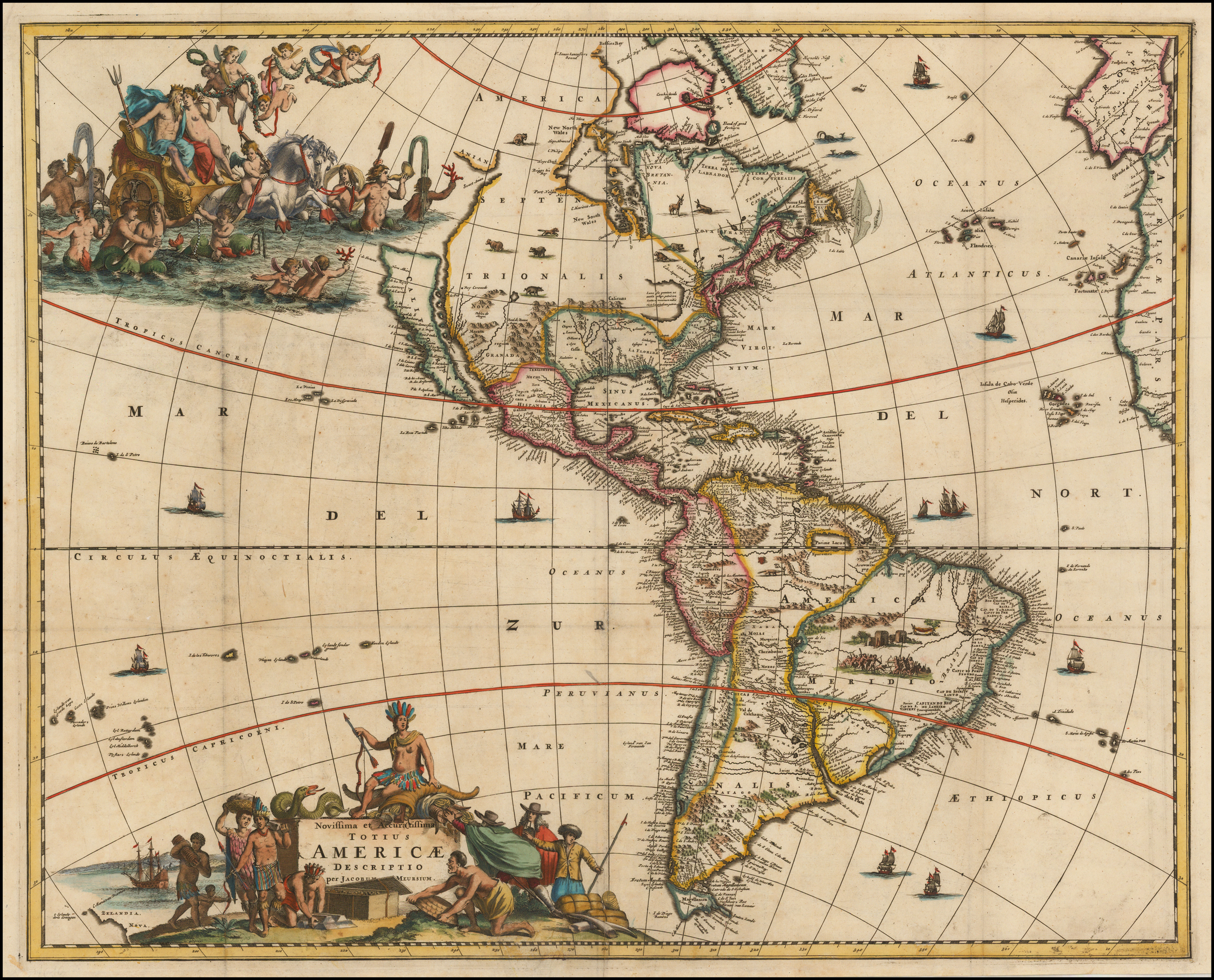
Jacobum Meursium, c.1700